# Guairaçá
Guairaçá là một đô thị thuộc bang Paraná, Brasil. Đô thị này có diện tích 493,939 km², dân số năm 2007 là 5875 người, mật độ 12,5 người/km².